# Moabeat
Moabeat war eine Berliner Hip-Hop-Band. Ursprünglich nannte sich das Quartett nach dem Berliner Ortsteil Moabit, aus dem die Bandmitglieder stammen. Vor der Veröffentlichung ihrer ersten LP Anfang 2004 benannten sie sich um, aber bereits im Sommer desselben Jahres löste sich die Band offiziell auf.
Mit ihrer 2002 erschienenen Debüt-EP Bär auf Speed konnten sie keine großen kommerziellen Erfolge verzeichnen. Auch mit dem ersten Longplayer Dringlichkeit besteht immer hatten sie keinen echten Chartdurchbruch, allerdings wurden einzelne Songs wie Topmodel oder Macker in lokalen Radiostationen gespielt. 

## Mitglieder
- Yasha (Yasha Conen) zog mit seiner Frau Sarah nach Brooklyn, ab 2010 war er mit Marteria erfolgreich
- Monk (David Conen) ist Teil des Produzentenduos The Krauts
- Malo (Mario Franke) hat die Elektro-Tanz-Attacke Bob Malo & the Love Ravers gegründet
- DJ Illvibe mit Seeed und Lychee Lassi aktiv, mit Monk zusammen als Produzent als The Krauts

## Diskografie
- 2002: Bär auf Speed (EP)
- 2003: Topmodel (Maxi)
- 2004: Macker (Maxi)
- 2004: Dringlichkeit besteht immer (CD/LP)